# آنژیوگرافی عروق کرونری
آنژیوگرافی عروق کرونری(Coronary angiography) عروق کرونر رگ‌های خونی هستند که خون دارای اکسیژن را به عضله قلب حمل می‌کنند. به منظور پمپ کردن خون به سراسر بدن، قلب باید ذخیره دائمی از اکسیژن را داشته باشد. زمانی که خون از بطن چپ خارج می‌شود به سرخرگ اصلی بدن یعنی آئورت وارد می‌شود. در همان ابتدای سرخرگ آئورت، نزدیک بالای قلب، دو سرخرگ کرونر منشعب شده‌است که تحت عنوان سرخرگ‌های کرونر چپ و راست گفته می‌شوند. سرخرگ‌های کرونر در سطح قلب قرار گرفته و به شاخه‌های کوچکتر منشعب می‌شوند سپس به اعماق عضله قلب وارد شده و اکسیژن را به سلول‌های قلب می‌رسانند.
داخل دیواره سرخرگ‌ها به‌طور طبیعی صاف و انعطاف‌پذیر است که امکان حرکت جریان خون را به راحتی فراهم می‌کند. طی سال‌ها داخل دیواره رگ ممکن است با باقی‌مانده چربی‌ها پوشیده شود.زمانی که این روند (که آترواسکلروزیس نام دارد) دو سرخرگ کرونر را دربرگیرد، نتیجه بیماری عروق کرونر خواهد بود. ادامه تشکیل این رسوب باقیمانده‌های چربی که پلاک نام دارند در دیواره عروق، باعث باریک‌تر شدن سرخرگ‌ها شده و جریان خون کاهش می‌یابد. این پلاک‌ها می‌توانند جریان خون سرخرگی را به حدی کاهش دهند که باعث آنژین یا حمله قلبی شوند. به کمک آنژیوگرافی تعداد عروق کرونر مسدود شده، محل انسداد و میزان آن مشخص می‌شود. آگاهی از این موارد به پزشک امکان می‌دهد نحوه درمان را تعیین کند. معمولاً درمان این وضعیت از طریق آنژیوپلاستی یا جراحی قلب انجام می‌شود.

## معرفی
رگ‌نگاری کرونری (انگلیسی: Coronary angiography) یعنی آنژیوگرافی عروق کرونری قلب.
پرتونگاری از رگهای خونی کرونری، پس از پر کردن آن‌ها از ماده حاجب، برای مشاهده دقیق آن‌ها انجام می‌گیرد. این کار روشی برای تشخیص پاتولوژی فضای داخلی رگهای خونی یا لومن (lumen) است، این روش نخستین بار توسط پزشک پرتقالی آنتونیو اگا مونیش António Egas Moniz برای تشخیص برخی از بیماری مرتبط با سیستم اعصاب مانند تومورهای آن به کار گرفته شد. امااکنون رادیولوژیست‌ها و کاردیولوژیست‌ها با استفاده ازx-ray angiography جراحی‌های تهاجمی بسیار ظریفی را در سیستم گردش خونی، به خصوص شریان‌های قلبی انجام می‌دهند. کاربرد آنژیوگرافی شناسایی عروق آسیب دیده و عروق گرفته یا تنگ شده‌است.
کاربرد
رگ‌نگاری روندی است که دقیق‌ترین اطلاعات ممکن از عروق را تهیه و قبل از عمل در اختیار جراح قرار می‌دهد. بر پایه این اطلاعات، جراح می‌تواند برخی از بیماری‌ها را بدون نیاز به عمل جراحی باز، درمان کند و در صورت نیاز به عمل باز، این اطلاعات، جراح را در انجام دقیق این امر یاری می‌رساند. به کمک آنژیوگرافی تعداد عروق کرونر مسدود شده، محل انسداد و میزان انسداد مشخص می‌شود و مستقیم‌ترین راه کشف مشکلات شریان‌های کرونری قلب استفاده از آنژیوگرافی است.
روش کار
امروزه آنژیوگرافی به منظور تشخیص، به صورت سرپائی انجام می‌گیرد. ابتدا از طریق یکی از عروق اصلی مانند شریان رانی یک لوله بلند، نازک و قابل انعطاف بنام کاتتر را وارد فضای داخل عروقی نموده کاتتر را تا ورودی شریان کرونری هدایت می‌کنیم. آنگاه ماده حاجب (معمولاً یددار) از طریق کاتتر به ابتدای رگ مورد بررسی تزریق می‌شود و سپس تصویربرداری رادیوگرافیک انجام می‌شود. عروق دچار تنگی یا اتساع یا انسداد در تصویر کاملاً مشخص هستند. اساس و پایه x-ray angiography مشابه x-rayهای معمولی است. تنها تفاوت آنژیوگرافی با x-ray در این است که اشعه X میرا شده توسط تشدیدکننده‌های تصویر و نتایج تصویر با TV camera نمایش داده می‌شود. در سیستم‌های آنژیوگرافی جدید، هر فریم از سیگنال TV آنالوگ به فریم دیجیتال تبدیل شده و در حافظه کامپیوتر ذخیره می‌شود.
عوارض
انجام این بررسی نیاز به یک روز بستری شدن دارد ولی انجام آن دقایقی بیش به طول نمی‌انجامد و معمولاً بیمار بدون عارضه‌ای خاص از بیمارستان مرخص می‌شود. اگر در حین عبور کاتتر بیمار دچار مشکل شود معمولاً می‌توان به سرعت داروهای لازم را به‌طور مستقیم به داخل قلب تزریق کرد و مشکل را رفع نمود. اگرچه آنژیوگرافی قلب معمولاً روش بی‌خطری است، به صورت نادر ممکن است با عوارضی چون آسیب عروق، نارسایی کلیه (به علت ماده حاجب) سکته قلبی یا مغزی همراه باشد.

## تاریخچه
کاتاتریزاسیون قلبی اولین بار توسط Claude Bernard در سال ۱۸۴۴ روی یک اسب انجام شد.
در سال 1929""werner forssman، یک کاتا تر اورولوژیک (با طول 65mm) را از طریق ورید antecubital دست چپ وارد دهلیزراست خود کرد وتوسط roentgenogram از قلب خود تصویر برداری کرد
روش percutaneus (به جای روش cut down)اولین بار توسط Seldingers در سال ۱۹۵۳ برای کاتا تریزاسیون قلب راست وچپ انجام شد.
کاتاتریزاسیون به روش trans septalدر سال۱۹۵۹ به وسیلهٔ ROSS وCope به عنوان یک تکنیک استاندارد معرفی شد.
کرونروگرافی اختصاصی اولین بار توسط دکترMason Sones در کلینیک Cleveland در سال ۱۹۵۹ انجام شد؛ و روش دیگر آن به وسیلهٔ Judkins در سال ۱۹۶۲ارائه گردید.

## محدودیت‌ها در آنژیوگرافی
۱- محدودیت در دوز مواد حاجب

۲- ریسک میکروبی شدن و نیز تولید ترومبوز در هنگام عبور کاتتر

۳- ریسک بروز شوک

۴- دوز نسبتاً بالای پرتو x هم برای بیمار و هم برای پزشک و پرسنل

تقاضای نسبتاً بالا برای انجام این روش تشخیصی، پیوسته طراحان را بر آن داشته تا به یاری تکنولوژی بتوانند این محدودیت‌ها را به حداقل رسانده و در برخی موارد ایمنی را به حداکثر میزان ممکن ارتقاء دهند.

اندیکاسیون‌های کرونروگرافی

۱- آرتریو اسکلروسیز یا آترواسکلروسیز (انسداد عروق کرونری)

۲- ارزیابی قبل (برای تعیین روش‌های درمانی) و بعد از عمل جراحی (follow-up)

۳- ارزیابی عروق کرونری پس از درمان

4- CAD(Coronary Artry Disease)

۵- ابنورمالی‌های مادرزادی عروق کرونری

۶- فیستول شریانی وریدی(AVF)

۷- آنژین صدری که در حال بدتر شدن است و ازبین نمی‌رود بیشتر از حد معمول یا در حالت استراحت اتفاق می‌افتد.

۸- آنفارکتوس میوکارد(MI)

۹- افراد نیازمند آنژیوپلاستی

۱۰- کاردیومیوپاتی به علت بیماری‌های کرونری

۱۱- جهت انجام اعمال اینترونشن نظیر استنت‌گذاری عروق کرونری

۱۲- درد قفسه سینه وقتی که بقیه آزمایش‌ها طبیعی باشد.

۱۳- نوار قلب غیرطبیعی

۱۴- تست ورزش غیرطبیعی یا اسکن غیرطبیعی

## کانترا اندیکاسیون
۱- آلرژی شدید به مواد کنتراست.

۲- عفونت‌های active

۳- بارداری

۴- نارسایی شدید کبدی و کلیوی

5- Refactory Arrythmia

۶- فشار خون بالای غیرقابل کنترل

۷- اختلال انعقادی

## مواد کنتراست کرونرو گرافی
در هنگام عکسبرداری بعلت اینکه بافت عروقی بدن جزء نسج نرم بوده و تراکم کمی دارد بنابراین اشعه به راحتی از همهٔ آن‌ها عبور کرده و بر روی فیلم نمی‌توانیم هیچ تصویری داشته باشیم.
به همین علت جهت مشخص کردن ساختمان و وضعیت عروق بدن از موادی با عدد اتمی بالا استفاده می‌کنند که این مواد را اصطلاحاً مواد حاجب گویند و در لحظه عکسبرداری این مواد را به داخل عروق هدایت کرده و هم‌زمان عکسبرداری انجام می‌شود.
برای انجام کرونروگرافی باید از مواد کنتراست یددار محلول در آب استفاده کرد که بدین منظور از هر دو نوع مواد کنتراست یوند و غیریونی می‌توان استفاده کرد، اما باید توجه داشت که مواد یونی با توجه به تراکم یدی بالاتر و ویسکوزیته بالاتر اپاسیفیکاسیون بهتری را ایجاد می‌نماید ولی مواد غیر یونی ریسک تزریق کمتری دارند، چون واکنش‌های سوء این مواد کمتر است.
بناباین از انواع مواد کنتراست یونی نظیر ترکیبات دایاتریزوایت، آیوتالامیت، آیوکسی تالا میت می‌توان استفاده نمود. اما باید توجه داشت که مواد کنتراست حاوی سدیم به میزان بالا استفاده نشود چون سمیت سلولی یون سدیم بخصوص بر روی میو کارد بالاتر از مگلامین یا متیل گلو گامین می‌باشد، اما مواد کنتراست فاقد یون سدیم نظیر ANGIOGRAFIN نیز استفاده نشود چون منجر به افت سدیم و اختلال در پمپ سدیم قلبی و عوارضی چون فیبریلاسیون بطنی می‌شود؛ لذا استفاده ازمواد کنتراست یونی نظیر موارد زیر در گذشته‌استفاده بیشتری می‌شد:
Conray-Hypaque-Telerix
و مواد کنتراست غیر یونی زیر امروزه بیشتر مورد توجه قرار گرفته‌است:
Amipaque-Omnipaque-Niopam-Visipaque-Iopaque
Visipaque چون اسمولاریته نزدیک به خون داره کنتراست بهتری است.

## آمادگی بیمار قبل از کرونروگرافی
۱. انجام آزمایش‌هایی نظیر BUN(Blood Urian Nitrogen)، کراتینن،BT(Bleeding Time) ,C.T(Cloting Time) ,P.T(Prothrombin Time) ,P.T.T(Partial thoromboblastin TIME) ,I.N.R ،Hb

۲. شمارش پلاکت و سطح الکترولیت خون

3. FBS بیماران دیابتی اندازه گیزی می‌شود.

۴. ۶–۸ ساعت قبل از انجام آنژیوگرافی بیمار باید از خوردن و آشامیدن پرهیز نماید.

۵. موی ناحیه‌ای که کاتتر وارد می‌شود را تراشیده و شسته و تمیز

۶. بررسی وضعیت حساسیت بیمار به دارو، مواد غذایی (غذاهای دریایی و حساسیت به مواد ید دار)

۷. نوار قلب و اکو کاردیوگرافی

۸. سابقه بیماری قلبی، کلیوی، ریوی و کبدی بررسی شود.

۹. داروها مصرفی بیمار کترل شود تا در صورت مصرف:

۱. داروهای ضد انعقاد مثل وارفارین ۲–۳روز قبل ز آزمون قطع شود

۲. در بیماران دیابتی انسولین را صبح روز رادیوگرافی قطع کنندو در صوت مصرف متفورمین ۲ روز قبل و ۲ روز بعد از آزمون قطع شود.
1. داروهای آنتی پلاکت که باعث کاهش غلظت خون می‌شود روز قبل از آزمون باید قطع شود.
2. آرام بخش خفیف داده می‌شود.

## مراحل انجام یک آزمون آنژیوگرافی
مهمترین عمل درطی انجام این آزمون جهت رسیدن به هدف که همانا تهیه آنژیوگرام از شریان‌ها می‌باشد، وارد کردن کاتتر به مدخل شریان مورد نظر می‌باشد. برای رسیدن به این منظور بایستی در ابتدا کاتتر را به نحوی وارد شریان کرد.

## شرایین مناسب جهت پونکسیون
چندین راه جهت انجام این عمل وجود دارد، که با توجه به شرایط بیمار و برخی شرایط خاص، یکی از این روش‌ها را انتخاب می‌کنیم. این روش‌ها عبارتند از:
۱. ورود کاتتر از طریق شریان فمورال (femoral artery)

۲. ورود کاتتر از طریق شریان براکیال (brachial artery)

۳. ورود کاتتر از طریق شریان آگزیلاری (axillary artery)

۴. ورود کاتتر از طریق آئورت شکمی (با توجه به عبور سوزن پونکسیون از کنار مهره‌های کمری به روش Translumbar معروف است)
بهترین و مطمئن‌ترین راه جهت هدایت کاتتر، انجام آنژیوگرافی از طریق پونکسیون شریان فمورال می‌باشد که با روش سلدینگر انجام می‌شود و از ایمنی بالایی در مقایسه با سایر روش‌ها برخوردار است. در این روش پونکسیون شریان فمورال، پائین‌تر از لیگامان اینگوینال انجام می‌شود.

## نحوه پونکسیون شریان فمورال
بیمار به وضعیت supine بر روی تخت می‌خوابد، سپس محل پونکسیون به وسیلهٔ بتادین ضدعفونی می‌شود. پس از تزریق 10ml لیدوکائین در محل پونکسیون جهت ایجاد بی‌حسی موضعی در اطراف شریان فمورال، سوزن پونکسیون وارد شریان شده، پس از اطمینان از اینکه سوزن در داخل شریان قرار دارد، ماندرن سوزن را خارج کرده و با مشاهده خروج خون از سوزن، بلافاصله سیم راهنما از داخل سوزن وارد شریان شده و در داخل شریان به اندازه مورد نیاز پیش برده می‌شود، سپس سوزن را خارج کرده و شیت شریانی(vascular sheath) با کمک دایلیتور (dilator) از روی سیم راهنما وارد شریان می‌شود. در این موقع، سیم راهنما و دایلیتور را خارج کرده و فقط شیت در محل پونکسیون قرار می‌گیرد.
- توجه داشته باشید که تمامی مراحل انجام آزمون بایستی به طریق استریل انجام شود. قرار گرفتن شیت در داخل شریان این کمک را می‌کند که برای هدایت کاتتر و نیز تعویض کاتترها در موقع لزوم، مشکلی برای وارد کردن مجدد کاتتر دیگر وجود نداشته باشد. این در حالی است که در گذشته قبل از ابداع شیت، از سیم راهنمای بلند استفاده می‌شد و جهت تعویض کاتتری که در داخل شریان است با یک کاتتر دیگر، ابتدا بایستی سیم راهنما از طریق کاتتر وارد شریان شود و سپس کاتتر خارج گردد و مجدداً کاتتر دیگری که قرار است وارد شریان بیمار شود از روی سیم راهنما وارد شریان می‌شود. این روش وقت گیر بوده و راحتی کار در هنگام استفاده از شیت را نیز دارا نمی‌باشد. پس از قرارگرفتن شیت درشریان بیمار، رادیولوژیست تحت هدایت فلوروسکوپی کاتتر را به سمت شریان مورد نظر هدایت می‌کند و با انجام مانورهای لازم بر روی کاتتر آن را وارد مدخل شریان مورد نظر می‌کند. در این هنگام پس از مطمئن شدن از محل قرارگیری کاتتر (به واسطه تست با ماده حاجب)، انژکتور را به سر کاتتر وصل کرده و حجم مورد تزریق و میزان تزریق در ثانیه برای دستگاه انژکتور مشخص می‌شود. همچنین تیوب اشعه xبر روی ناحیه مورد نظر که قرار است از آن آنژیوگرام تهیه شود، سانترشده و با توجه به نوع آزمون و آنچه قرار است مورد بررسی قرار گیرد.

## روش‌های انجام آزمون کرونرو گرافی
روش اول: Aortic Flush Technique (غیر انتخابی)

روش دوم: کاتتریزاسیون انتخابی عروق کرونر

روش اول: Aortic Flush Technique

در مواردی که کاتتریزاسیون انتخابی وجود ندارد، به عنوان مثال زمانی که کاتتر مخصوص کرونوگرافی (جادکینز) نباشد یا پزشک نتواند عمل کاتتریزاسیون را انجام دهد، از این روش استفاده می‌شود.
این روش یک روش Safe می‌باشد زیرا کاتتریسم اختصاصی صورت نمی‌گیرد. در این آزمون یک کاتتر ساده و معمولی Pigtail از طریق شریان فمورال وارد می‌شود و در محل ابتدای آئورت صعودی قرار می‌گیرد؛ و سپس ماده حاجب تزریق می‌شود.
- حجم ماده حاجب مورد نیاز cc100-50 است.
- Flew rate آن ۱۰–۱۵)میلی لیتر در ثانیه) است.

مزیت این روش Safe بودن این روش نسبت به روش انتخابی است.

## معایب این روش
الف - احتیاج به ماده حاجب بیشتری دارد.
ب - با توجه به اینکه ماده حاجب وارد آئورت صعودی هم می‌شود بنابراین قسمت‌های پروگزیمال عروق کرونر با آئورت صعودی همپوشانی دارند.
روش دوم: کاتتریزاسیون انتخابی عروق کرونر
در این روش کاتتر از طریق مناسب‌ترین شریان محیطی یعنی شریان فمورال راست وارد می‌شود. اگر امکان این کار نبود از شریان فمورال چپ هم می‌توان وارد شد؛ و اگر از این دو شریان هم نتوانستیم وارد شویم از شریان‌های آگزیلاری و براکیال می‌توان استفاده کرد و کاتتر را به قوس آئورت رساند و در منفذ عروق کرونر قرار داد.
- دوز ماده حاجب به میزان cc10-20می‌باشد.

و کاتتر مورد استفاده Judkins می‌باشد. قبل از تزریق ماده حاجب بیمار نفس عمیق می‌کشد تا عروق بازتر شوند و تزریق در مرحله دیاستول قلبی صورت می‌گیرد زیرا در مرحله سیستول منافذ خون بسته هستند. در حین آزمون بیمار مونیتورینگ می‌شود
به هنگام تزریق دارو موج T منفی می‌شود که نشان دهنده این است که در یک مدت کوتاه به جای خون ماده حاجب وارد قلب شده، در این صورت فرد دچار اسکیمی قلبی و برادی کاردی می‌شود.
برای رفع این حالت از بیمار خواسته می‌شود تا سرفه کند تا بیمار از حالت اسکیمی قلبی خارج شود و با این عمل ضربان بیمار بیشتر شده وماده حاجب سریعتر از عروق کرونر خارج می‌شود و موج T به حالت عادی برگردد. در صورتی که موج T منفی باقی بماند و براددی کاردی و ایسکمی برطرف نشود، داروهای مورفین، آتروپین و آدرنالین تزریق می‌شود تا بیمار به حالت عادی بازگردد.

## نماهای کرونروگرافی
AP position.1

RAO position.2
LAO position.3
Cranial position.4
Caudal position.5
1. نمایAP :در این نما بیمار به صورت طاق باز می‌خوابد، و Image Intensifire) II)در بالای سر بیمار قرار می‌گیرد و اشعهٔ مرکزی از قسمت Posterior وارد و از Anterior خارج می‌شود.
2. نمایRAO:در این نما برای آن که بیمار نچرخد به II زاویه داده می‌شود به این صورت کهII نسبت به محور short axis به سمت راست می‌چرخد. (Rotation)
3. نمایLAO:در این نما برای آن که بیمار نچرخد به II زاویه داده می‌شود به این صورت کهII نسبت به محور Long axis به سمت چپ می‌چرخد. (Rotation)
4. زاویه cranial :به زاویهٔ II در امتداد محور long axisاشاره دارد که در آن II به ست سر زاویه داده می‌شود.
5. زاویهcaudal :به زاویهٔ II در امتداد محور long axisاشاره دارد که در آن II به سمت پا زاویه داده می‌شود.

- زاویه cranial وcaudal برای قسمت‌هایی از عروق که روی هم overlap شده‌اند استفاده می‌شود.
- زاویه cranial برای LAD وDiagonal و زاویه caudal برای LCX وLM مناسب است.

## Landmark  آناتومی
Landmark آناتومی برای تشخیص نماهای آنژیوگرافی به شرح زیر است.
- زاویه Cranial به وسیلهٔ حضور دیافراگم ازCaudal متمایز می‌شود. پس برای CRANIAL از بیمار می‌خواهیم که در حالت دم باشد تا سایه دیافراگم در تصویر نباشد.
- در نمای LAO، ستون مهره در سمت راست بیمار قرار دارد.

## نماهای کرونرو گرافی
'آنژیوگرافی عروق کرونری چپ(LCA):
معمولاً به‌طور روتین از چندین نما جهت بررسی عروق کرونری چپ استفاده می‌شود، که عبا رتند از:
- RAO (30°) straight
- RAO (29°) caudal (30)
- AP caudal (28°)
- LAO (51°) caudal (30°)
- LAO (60°) straight
- LAO (89°) straight (lateral)
- LAO (60°) cranial (16°) – normally LAO (45°) cranial (30°)
- AP cranial (30°)
- RAO (28°) cranial (30°)
- AP straight

## آنژیوگرافی عروق کرونری راست(RCA)
معمولاً به‌طور روتین از چندین نما جهت بررسی عروق کرونری راست استفاده می‌شود، که عبارتند از:
- LAO (45°) straight
- RAO (30°) straight
- AP cranial (30°)
- RAO (90°) straight
- AP straight

نماهای آنژیو گرافی بالا که قسمت‌های مختلف تنه عروق کرونری را نمایش می‌دهد در تصاویر زیر آورده شده‌است.
در هر تصویر ۳ المان وجود دارد. در ابتدا محل تیوب اشعه ایکس وImage intensifire، سپس تصاویر آنژیوگرافی و در آخر شکل شماتیک از عروق در پوزیشن وزوایای مختلف دیده می‌شود

## نماهای آنژیوگرافی
نماهای آنژیوگرافی به‌طور اختصاصی برای هر یک از عروق کرونری به این شرح است.
1.Left Main AP

```
 1-1 LAO cranial
```

```
 1-2 LAO caudal
```

2. Proximal LAD
```
 2-1 LAO cranial
```

```
 2-2 RAO caudal
```

3. Mid LAD
```
 3-1 LAO cranial
```

```
 3-2 RAO cranial
```

```
 3-3 Lateral
```

4. Distal LAD
```
 4-1 AP
```

```
 4-2 RAO cranial
```

```
 4-3 Lateral
```

5. Diagonal
```
 5-1 LAO cranial
```

```
 5-2 RAO cranial
```

6. Proximal circumflex
```
 6-1 RAO cranial
```

```
 6-2 LAO caudal
```

7.Intermediate
```
 7-1 RAO caudal
```

```
 7-2 LAO caudal
```

8. Obtuse marginal
```
 8-1 RAO caudal
```

```
 8-2 LAO caudal
```

```
 8-3 RAO cranial
```

9. Proximal RCA
```
 9-1 LAO
```

```
 9-2 Lateral
```

10. Mid RCA
```
 10-1 LAO
```

```
 10-2 Lateral
```

```
 10-3 RAO
```

11.Distal RCA
```
 11-1 LAO cranial
```

```
 11-2 Lateral
```

12 PDA
```
 12-1 LAO cranial
```

13 Posterolateral
```
 13-1 LAO cranial
```

```
 13-2 RAO cranial
```

## احتمال وقوع عوارض
احتمال وقوع عوارض رایج حدود ۱درصد است؛ و ریسک مرگ ومیر کمتر از ۰٫۱درصد است.
1. ضربان نامنظم قلب
2. آسیب رسیدن به لایهٔ اینتیمای رگ
3. فشار خون پایین ناشی از مواد کنتراست.
4. واکنش آلرژیک به مواد کنتراست.
5. stroke
6. احتمال ایجاد فیستول شریان وریدی
7. تشکیل هماتوم موضعی
8. ایجاد آمبولی
9. subintimal injection
10. آسیب کلیه‌ها ناشی از مواد کنتراست (به خصوص در بیماران دیابتی)